# Space Pen

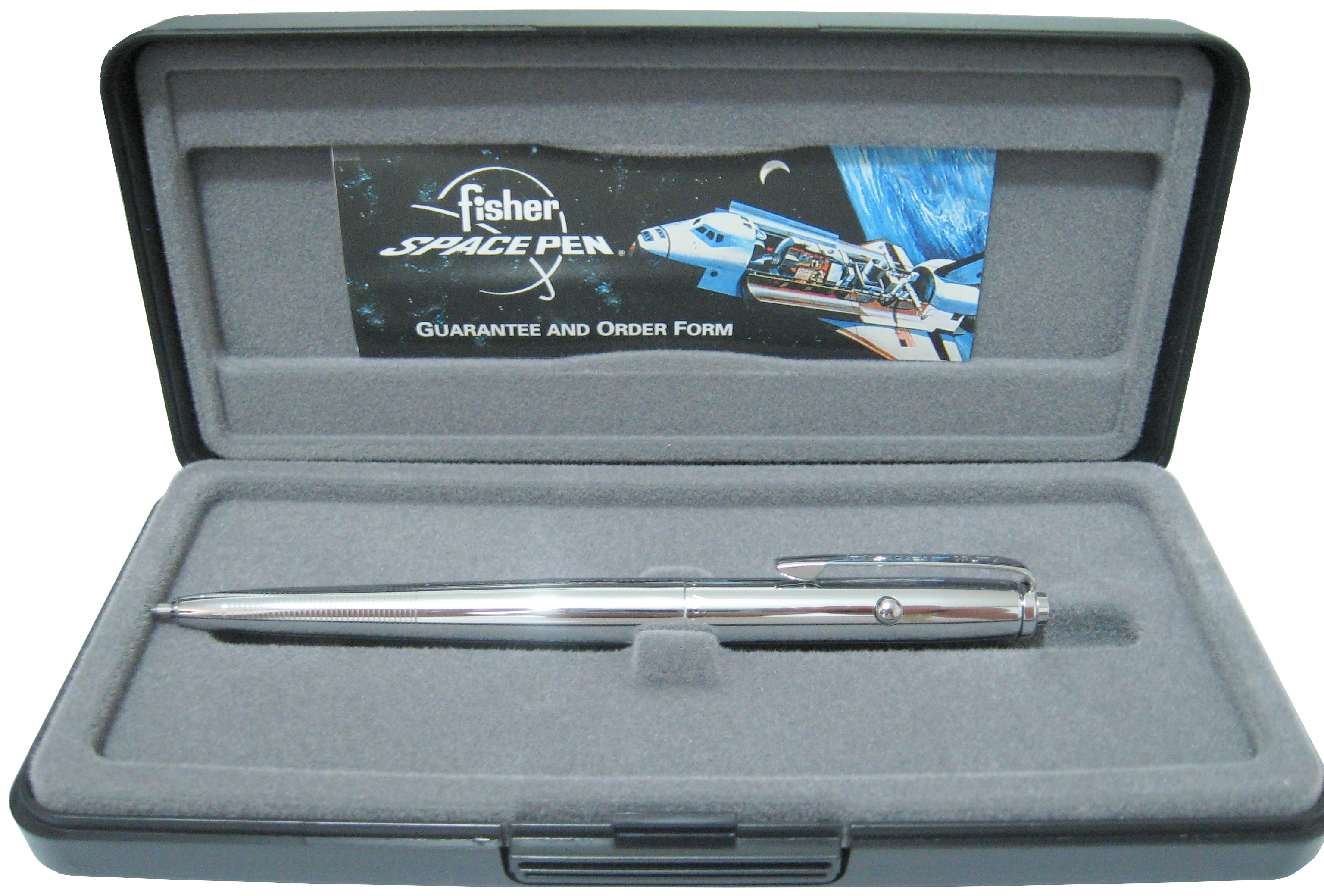
Stylo Space Pen AG-7 dans sa boîte de présentation.

Le Space Pen (aussi connu en tant que Stylo zéro gravité), produit par Fisher Space Pen Company, est un stylo qui utilise des cartouches d’encre pressurisées.
Il est réputé pour être utilisable en apesanteur, à l’envers, sous l’eau, sur matériaux mouillés ou gras, dans n’importe quelle position et à des températures extrêmes.
Le Fisher Space Pen a été inventé par le fabricant de stylos Paul C. Fisher et est produit à Boulder City, Nevada, aux États-Unis. Paul C. Fisher a d’abord produit le stylo AG7 « anti-gravité » en 1965. D’autres fabricants proposent depuis des stylos aux caractéristiques similaires.

## Modèles
Il y a deux stylos principaux : Le AG7 « Astronaut pen » à mine rétractable, et le « Bullet pen », plus court quand capuchonné mais de taille standard quand on met le capuchon à l’arrière pour écrire. Un modèle Bullet pen est en exposition permanente à New York au Museum of Modern Art (MoMA).
Certains modèles de Fisher Space Pen (par exemple le «  INFINIUM Space Pen ») ne se rechargent pas car ils sont théoriquement capables d’écrire 48 km, soit l’équivalent d’une vie d’utilisation « normale ». Évidemment une personne qui recopierait romans sur romans à longueur de journée finirait par arriver au bout de sa réserve d’encre mais dans ce cas, le fabricant s’engage à remplacer gratuitement le stylo, et ce, à vie.

## Utilisation dans les programmes spatiaux américains et russes
Une rumeur prétend que, face au fait que les stylos à encre classiques ne fonctionneraient pas en apesanteur, la NASA aurait dépensé une fortune colossale afin de concevoir un stylo capable d’être utilisé dans l’espace, tandis que les Russes auraient préféré opter pour de simples crayons à papier. Cette histoire, relatée comme un exemple de l'aveuglement technologique qui pousse à gaspiller des millions de dollars en ignorant les solutions évidentes et bon marché préexistantes, est une légende urbaine à plusieurs titres.
En premier lieu, parce que les programmes initiaux de la NASA ont eux aussi utilisé des crayons à papier, mais que ceux-ci se sont révélés dangereux à l'usage. En apesanteur, les pointes de crayon cassées et la poussière de graphite créaient un risque important de court-circuit et le bois des crayons était lui-même inflammable. Une meilleure solution était donc nécessaire.
En second lieu, parce que Paul Fisher développa le Space Pen de sa propre initiative, sur fonds privés et de manière totalement indépendante de la NASA. La NASA n’a jamais contacté Paul Fisher afin de concevoir un stylo, et ce dernier n’a jamais reçu de subvention pour le développer. Le Space Pen ne fut proposé à cette dernière, ainsi qu’à l’Union soviétique, qu’une fois le modèle AG7 totalement mis au point. En 1967, à l'issue de tests rigoureux, la NASA en acheta 400 à Fisher pour le programme Apollo, au prix de 6 dollars l'unité.
Enfin, les cosmonautes soviétiques, puis russes, ont eux-mêmes adopté le Space Pen à partir de 1969, abandonnant les crayons à papier et les crayons gras sur plastique qu'ils utilisaient jusqu'alors. En 1969, ils en achetèrent cent pour leur futures missions.